# Lubert Graf
Lubert Graf (11. května 1831 Libštejn u Chebu – 6. listopadu 1888 Cheb) byl rakouský a český právník a politik německé národnosti, v 2. polovině 19. století poslanec Českého zemského sněmu a Říšské rady, starosta Chebu.

## Biografie
Vystudoval gymnázium a pak práva na absolvoval Karlo-Ferdinandově univerzitě v Praze, kde v červenci 1855 získal titul doktora práv. Jeho spolužákem byl pozdější rakouský ministr Karel Habětínek. Nastoupil na praxi a v říjnu 1863 se stal samostatným advokátem v Jablonci nad Nisou. Později přesídlil do Lokte. Od srpna 1878 byl advokátem v Chebu, kde se zapojil i do veřejného života. Dlouhodobě byl starostou Chebu. Funkci opustil až kvůli dlouhé nemoci. Zasedal také ve vedení chebské spořitelny a byl členem okresního výboru. Byl mu udělen titul císařského rady.
V 60. letech 19. století se zapojil i do zemské politiky. V doplňovacích volbách v srpnu 1868 byl zvolen na Český zemský sněm v městské kurii (obvod Karlovy Vary – Jáchymov). Mandát obhájil v následujících zemských volbách v roce 1870, nyní za městskou kurii (obvod Kraslice – Nejdek – Schönbach). Ve volbách v roce 1872 byl do sněmu zvolen za kurii městskou v obvodu Cheb. V tomto obvodu mandát obhájil i ve volbách v roce 1878 a volbách v roce 1883. Zasedal také v Říšské radě (celostátní zákonodárný sbor), kam ho vyslal zemský sněm roku 1872 (tehdy ještě Říšská rada nevolena přímo, ale tvořena delegáty jednotlivých zemských sněmů). Poslanecký slib složil 7. května 1872.
Patřil k takzvané Ústavní straně (liberálně a centralisticky orientovaná, odmítající federalistické aspirace neněmeckých etnik).
Zemřel v listopadu 1888. Pohřben je na hřbitově v Chebu.